# 卡斯泰尔韦里诺
卡斯泰尔韦里诺（義大利語：Castelverrino），是意大利伊塞尔尼亚省的一个市镇。总面积6平方公里，人口144人，人口密度24.0人/平方公里（2009年）。ISTAT代码为094013。